# Fehér Szvasztika
A Fehér Szvasztika (mongolul: Цагаан Хасс, angolos átírásban Tsagaan Khass, magyarosan Cagán Hassz) az 1990-es években alapított mongol neonáci szervezet, 2010-ben mintegy 3000 taggal. Egy 2013-as riport szerint csak 100 tagjuk van, de több más hasonló szervezet is létezik, mint a Dajar Mongol (Egész Mongólia), a Gal Udeszten (Tűznemzet) és a Huh Mongol (Kék Mongólia). Mindegyikük ideológiájában fontos szerepet játszik a nacionalizmus és a természeti erőforrások megőrzésének a gondolata. 
A párt tagjai a nemzetiszocializmus számos elemét átvették, így használják a náci karlendítést, a Sieg Heil köszöntést, fekete egyenruhát és a szvasztikát. Egyenruhájuk az SS-ére emlékeztet, Vaskereszt replikával és náci karszalaggal. A szervezet vezetője Ariunbold Altanhúm, aki a Nagy Testvér álnevet használja, így nyilatkozott erről: „Adolf Hitler egy olyan ember, akit tisztelünk. Megtanított arra, hogyan tudjuk megőrizni a nemzeti identitásunkat. Nem értünk egyet szélsőséges nézeteivel és a második világháború kirobbantásával. Ellenezzük az összes gyilkosságot. Inkább a nacionalizmust valljuk, mint a fasizmust.”
A párt erősen sinofób, a kínaiakat Mongólia ellenségeként kezeli. Megfenyegették a nőket, hogy aki kínaiakkal létesít szexuális kapcsolatot, azt kopaszra borotválják, a hasonló ideológiájú Kék Mongólia szervezet vezetője pedig azután került börtönbe, hogy meggyilkolta lánya barátját, mert Kínában tanult. A párttagok legfőbb félelme, hogy ha keveredni kezdenek a han kínaiakkal, a hárommilliós lakosságukat bekebelezik. Nagy Testvér elmondása szerint a mozgalmukat igyekeznek konszolidálni, mióta a fiatalabb tagok meggyőzték erről, kizárva például a bűnözőket.
A Fehér Szvasztika 2013-ban jelentette be, hogy a környezetvédelem is fő céljai között van, a mongóliai szennyezés nagy részét a külföldiek által üzemeltetett bányáknak tudva be, ahol illegálisan kínai és más nemzetiségű munkásokat dolgoztatnak. Tagjaik együtt razziáznak a bányákban, ahol működési papírokat és földmintákat kérnek vizsgálatra. Ariunbold elmondta, hogy rájöttek, nem hatékony minden külföldi ellen harcolni, így a bányásztársaságokkal való harcot választották inkább. Elmondása szerint „azért választottuk ezt az utat, mert Mongólia olyan, mint Németország 1939-ben, és Hitler mozgalma országát erős országgá változtatta”. Továbbá azt is nyilatkozta, hogy a nők megfenyegetése kopaszra borotválásukkal goromba volt, és megváltoztak.